# Рок Хил (Јужна Каролина)
Рок Хил (енгл. Rock Hill) град је у америчкој савезној држави Јужна Каролина.

## Демографија
По попису из 2010. године број становника је 66.154, што је 16.389 (32,9%) становника више него 2000. године.
| Група             | 2000.          | 2010.          |
| Белци             | 28.648 (57,6%) | 34.594 (52,3%) |
| Афроамериканци    | 18.578 (37,3%) | 25.348 (38,3%) |
| Азијати           | 690 (1,4%)     | 1.118 (1,7%)   |
| Хиспаноамериканци | 1.236 (2,5%)   | 3.761 (5,7%)   |
| Укупно            | 49.765         | 66.154         |